# Comando de Aeródromo A 222/XII
El Comando de Aeródromo A 222/XII (Flieger-Horst-Kommandantur A 222/XII) fue una unidad de la Luftwaffe durante la Segunda Guerra Mundial.

## Historia
Fue formado en octubre de 1942 en Finsterwalde, a partir del Comando de Aeródromo E 42/IV. El 1 de abril de 1944 es renombrado como Comando de Aeródromo E (v) 220/XII.

## Comandantes
- Teniente coronel Fritz Gröning – (octubre de 1942 – ?)

## Servicios
- 1 de abril de 1944 – enero de 1943: en Finsterwalde.
- enero de 1943 – abril de 1944: en Clermont-Ferrand (Francia).